# Domenico Lorenzo Ponziani
Domenico Lorenzo Ponziani (9. listopadu 1719, Modena - 15. července 1796, tamtéž) byl italský šachový mistr, teoretik a šachový skladatel, společně s Domenicem Ercolem del Rio a Giambattistou Lolim jeden z představitelů tzv. modenské šachové školy (někdy též nazývané modenské trojhvězdí).

## Život
Ponziani se narodil roku 1719 v Modeně. Roku 1742 dokončil studia práva, stal se profesorem na univerzitě v Modeně a roku 1745 také advokátem. Roku 1764 by vysvěcen na kněze a roku 1766 se stal kanovníkem v modenské katedrále. Jako profesor práva působil do roku 1772, kdy odešel do výslužby a obdržel titul čestný profesor. Roku 1784 se stal generálním vikářem, prelátem a roku 1785 kapitulním vikářem. Zemřel roku 1796 a je pochován v modenské katedrále.

## Šachové práce
Ponziani se velmi zajímal o šachy a přátelil se s dalšími významnými modenskými šachisty. Roku 1769 vydal knihu Il giuoco incomporabile degli schachi, v níž se zabýval zahájením, koncovkami a propagoval souhru figur. Pěšce v duchu zásad italské šachové školy považoval za pouhý prostředek k ražení drah figurám. Protože knihu vydal anonymně jako Opera d'Autore Modenese (dílo autora z Modeny), byla připisována tzv. Anonymovi z Modeny (Anonimo Modenese), kterým byl Ercole del Rio. Teprve ve třetím vydání z roku 1782 (druhé vyšlo roku 1773 v Benátkách) se Ponziani k autorství přihlásil.
S jeho jménem je spjato tzv. Ponzianiho zahájení (1.e4 e5 2.c3), které však publikoval již Luis Ramirez de Lucena kolem roku 1497, a Ponzianiho protigambit (1.e4 e5 2.c3 f5) popsaný ve vydání jeho knihy z roku 1782.